# Hellmut Schneider
Hellmut Schneider (* 22. April 1923 in Niedersalzbrunn, Provinz Niederschlesien; † 18. März 2010) war ein deutscher Politiker. Er war von 1959 bis 1963 für den GB/BHE und von 1990 bis 1994 für die CDU Mitglied des Niedersächsischen Landtages.
Schneider besuchte die Volksschule in Seitendorf und erlernte danach im Betrieb seines Vaters den Beruf des Fleischers. Im April 1942 wurde er zur Wehrmacht eingezogen und an der Ostfront eingesetzt. Nach Ende des Krieges wurde er 1946 aus Seitendorf, das 1945 wie fast ganz Schlesien an Polen gefallen war,  vertrieben und siedelte sich in Hönze, Landkreis Alfeld (Leine), an. Er absolvierte die Polizeischule in Bad Salzdetfurth und war fortan als Polizeiwachtmeister tätig. Ab 1949 arbeitete er als selbständiger Kaufmann. Er wurde Geschäftsführer des Landesverbandes Niedersachsen des Bundes der Vertriebenen.
Bereits 1948 wurde Hellmut Schneider Ratsherr und Bürgermeister der Gemeinde Hönze, was er bis 1974 blieb. Ab 1952 war er Mitglied des Kreistages. Er wurde im Jahr 1954 stellvertretender Landrat des Landkreises Alfeld (Leine), nach der Kreisreform war er bis 1971 stellvertretender Landrat im Landkreis Hildesheim. In der vierten Wahlperiode (1959–1963) war Schneider für den GB/BHE Mitglied des Niedersächsischen Landtages. Er wurde später Mitglied der CDU; für sie war er in der 12. Wahlperiode (1990–1994) nochmals Mitglied des Niedersächsischen Landtages.
Schneider bekam das Verdienstkreuz Erster Klasse des Verdienstordens der Bundesrepublik Deutschland verliehen. Von 1981 bis 1986 war er Mitglied des Rundfunkrates des Norddeutschen Rundfunks. Schneider wurde 1988 zum Ehrenbürger der Gemeinde Sibbesse ernannt.
Im November 2013 beschloss der Rat der Gemeinde Sibbesse, die Mehrzweckhalle in Hönze in „Hellmut-Schneider-Mehrzweckhalle“ umzubenennen. Schneider hatte in seiner Amtszeit als Bürgermeister der ehemaligen Gemeinde Hönze den Bau der Mehrzweckhalle im Jahr 1968 maßgeblich vorangetrieben. Am 30. April 2014 wurde an der Mehrzweckhalle eine entsprechende Gedenktafel enthüllt.